# NBA Live 2005
NBA Live 2005 – komputerowa gra sportowa o tematyce koszykówki, wydana przez firmę Electronic Arts w 2004 roku. Na okładce gry zagościł zawodnik Denver Nuggets – Carmelo Anthony.

## Rozgrywka
Głównym trybem gry jest klasyczny sezon NBA z trybem Play-off. Do dodatków należą All-Star Weekend, czyli mecz gwiazd Wschód kontra Zachód, konkurs wsadów, konkurs rzutów za trzy punkty oraz pojedynek pierwszoroczni kontra drugoroczni. Dostępny jest tryb Hall of Fame, w którym można oglądać zdobyte trofea oraz kupować dla ulubionych drużyn nowe koszulki, buty, opaski itp. Można też tworzyć nowych zawodników.

## Soundtrack
- Will.I.Am. - "Go!"
- The D.O.C. - "Mind Blowin'"
- Lloyd Banks & Young Buck - "Me Against You"
- Dirtbag - "Here We Go"
- Stat Quo - "The Best"
- Don Yute - "Dem Gals (NBA Live 2005 Mix)"
- MC Lyte - "My Main Aim"
- Nomb - "Carolina Pride"
- Bump J - "We Don't Play No Games"
- Murphy Lee featuring Jazze Pha & Jody Breeze - "It's In Da Game"
- Pete Rock featuring Kardinal Offishall - "Warzone (NBA Live 2005 Mix)"
- Brand New Heavies - "Jump 'N Move"
- Wylde Bunch - "Our Lyfe"
- Joell Ortiz - "Mean Business"[2]